# Hostages (telessérie)
Hostages (Br: Reféns)  é uma série de televisão que vai ao ar na CBS, como parte da temporada 2013/2014 da televisão americana. O drama de suspense de alta octanagem foi desenvolvido para a televisão americana por Alon Aranya e Jeffrey Nachmanoff.
Estrelada pela australiana Toni Collette (de "United States of Tara", "Pequena Miss Sunshine" e "Hitchcock") e Dylan McDermott (de "Dark Blue" e "American Horror Story") a história também se apoia na ambiguidade dos personagens, pois aparentemente o agente Duncan e a doutora Ellen são exemplos de chefes de família. O que fez com que os dois se vissem nessa situação de antagonismo é o grande atrativo da história.
A série conta com um forte elenco, como Jeremy Bobb ("Law & Order"), Billy Brown ("Dexter"), Nicholas E. Calhoun ("Rescue-Me"), Rhys Coiro ("A Gifted Man", "Entourage"), entre outros nomes.
Baseado na série israelense de mesmo nome criado por Omri Givon e Rotem Shamir e produzido por Chaim Sharir, que vai estrear em 13 de outubro de 2013 (quase 3 semanas após a estréia da versão norte-americana).
Jeffrey Nachmanoff escreveu e dirigiu o episódio piloto para a versão americana. Jerry Bruckheimer(de "Piratas do Caribe", "Chase", "The Amazing Race", ''CSI: Crime Scene Investigation'' "Cold Case", "Without a Trace"), Jonathan Littman, Jeffrey Nachmanoff, Rick Eid, Omri Givon, Rotem Shamir e Chaim Sharir são os produtores executivos. Uma produção de Jerry Bruckheimer Television em associação com a Warner Bros. Television. A série estreou em 23 de setembro de 2013.
No Brasil, começou a ser transmitida pelo canal Warner Channel a partir de 30 de setembro de 2013.
Em 10 de Maio de 2014, a CBS anunciou o cancelamento de Hostages após uma temporada.

## Sinopse
Estrelada pela vencedora do Emmy Award e do Globo de Ouro, Toni Collette, como Ellen Sanders, uma médica cirurgiã em meio a uma conspiração política quando sua família é tomada como refém pelo renegado agente do FBI Duncan Carlisle (Dylan McDermott também ganhador do Globo de Ouro).
Dr. Ellen Sanders (Collette) e sua família são mantidos em cativeiro em sua própria casa por Carlisle, um homem desesperado fazendo a coisa errada pelas razões certas. Ela foi designada para realizar uma cirurgia no Presidente dos Estados Unidos Paul Kincaid (James Naughton). A ordem dos sequestradores é que ela assassine o presidente durante a cirurgia, do contrário farão mal a sua família. A coisa é muito bem planejada para que nenhuma suspeita recaia sobre ela depois. O cérebro por trás da ação é um assessor do presidente. Ele articula tudo de dentro da Casa Branca, com o cuidado de escapar do serviço secreto.
Dentre os cúmplices altamente qualificados de Carlisle, estão: seu cunhado Kramer (Rhys Coiro), cuja lealdade a Carlisle será testada; o pavio curto e intimidante Archer (Billy Brown), um ex-militar com uma língua afiada; e a única mulher envolvida, Sandrine (Sandrine Holt), uma misteriosa reposição no último minuto para a equipe.
Com a vida de sua família em perigo, Ellen enfrenta um dilema moral incompreensível, a fim de salvá-la. A família de Ellen é composta por seu arrogante marido Brian (Tate Donovan), sua reservada filha Morgan (Quinn Shephard) e seu filho não tão inocente Jake (Mateus Ward).
O dilema faz disparar outros conflitos, até então adormecidos. O marido aparentemente exemplar tem uma jovem namorada meio periguete. A filha adolescente descobre que está grávida. O filho vende maconha no colégio e está devendo uma fortuna, pelo menos para os padrões de um estudante do ensino médio, a um traficante profissional. O próprio líder dos sequestradores, Duncan, tem um drama pessoal que o humaniza: uma mulher com câncer e uma filha pequena entregue ao avô.
Neste impasse de altas apostas entre Ellen e Carlisle, carregado de enormes conseqüências pessoais e nacionais, as escolhas entre o certo e o errado tornam-se ainda mais complicadas, neste drama tenso cheio de inesperadas reviravoltas.
Quem Ellen Sanders salvará: sua família ou o Presidente dos Estados Unidos?

## Personagens

### Principais
- Toni Collette: como Dr. Ellen Sanders, uma cirurgiã torácica respeitada no Maryland College Hospital, em Washington, que é escolhida para operar o Presidente dos Estados Unidos.

- Dylan McDermott: como Duncan Carlisle, um agente especial do FBI, líder da equipe que leva a família Sanders como refém. Sua motivação é ajudar sua esposa doente e proteger sua filha pequena, Sawyer.

- Tate Donovan: como Brian Sanders, marido de Ellen Sanders e proprietário de uma empresa imobiliária bem sucedida dentro de Washington.

- Quinn Shephard: como Morgan Sanders, filha de Ellen e Brian.

- Mateus Ward: como Jake Sanders, filho de Ellen e Brian.

- Billy Brown: como Archer Petit, integrante da equipe de Carlisle. Ele e Duncan se conheceram há 13 anos, depois que ele foi resgatado de guerrilheiros das Farc, enquanto trabalhava na fronteira da Colômbia.

- Sandrine Holt: como Sandrine, integrante da equipe de Carlisle. Ela e Archer se conheceram no Afeganistão.

- Rhys Coiro: como Kramer Delaney, integrante da equipe e cunhado de Duncan.

- James Naughton: como Paul Kincaid, Presidente dos Estados Unidos da América.

## Divulgação
A série foi divulgada com posteres com os protagonistas com as bocas vedadas por uma bandeira.

## Episódios
| Nº | Título                   | Título Traduzido (Não Oficial) | Diretor(es)        | Escritor(es)                     | Audiência E.U.A. (em milhões) | Exibição original      |
| -- | ------------------------ | ------------------------------ | ------------------ | -------------------------------- | ----------------------------- | ---------------------- |
| 01 | "Pilot"                  | "Pilot"                        | Jeffrey Nachmanoff | Alon Aranya & Jeffrey Nachmanoff | 7.41                          | 23 de setembro de 2013 |
| 02 | "Invisible Leash"        | "Coleira Invisível"            | Jason Ensler       | Rick Eid & Jeffrey Nachmanoff    | 5.96                          | 30 de setembro de 2013 |
| 03 | "Power of Persuasion"    | "Poder de Persuasão"           | Henry Bronchtein   | Rick Eid & Jeffrey Nachmanoff    | 5.22                          | 7 de outubro de 2013   |
| 04 | "2:45 PM"                | "2:45 da Tarde"                | Russell Lee Fine   | Aron Eli Coleite                 | 5.16                          | 14 de outubro de 2013  |
| 05 | "Truth and Consequences" | "Verdades e Consequências"     | Karen Gaviola      | Jennifer Cecil                   | 5.16                          | 21 de outubro de 2013  |
| 06 | "Sister's Keeper"        | "Guardiã da Irmã"              | David Von Ancken   | Jennifer Schuur                  | 4.90                          | 28 de outubro de 2013  |
| 07 | "Hail Mary"              | "Ave Maria"                    | Matt Earl Beesley  | Rick Eid & Alon Aranya           | 4.79                          | 4 de novembro de 2013  |
| 08 | "The Good Reason"        | "A Boa Razão"                  | SJ Clarkson        | Cassie Pappas                    | 4.53                          | 11 de novembro de 2013 |
| 09 | "Loose Ends"             | "Pontas Soltas"                | Henry Bronchtein   | Rick Eid & Jeffrey Nachmanoff    | -                             | 18 de novembro de 2013 |
| 10 | "Burden of Truth"        | "Peso da Verdade"              | Phil Abraham       | Joshua Allen                     | -                             | 25 de novembro de 2013 |
| 11 | "Off the Record"         | "Fora do Registro"             | -                  | -                                | -                             | 2 de dezembro de 2013  |
| 12 | ""The Cost of Living""   | "O Custo de Viver"             | -                  | -                                | -                             | 9 de dezembro de 2013  |
| 13 | ""Fight or Flight""      | "Lute ou Voe"                  | -                  | -                                | -                             | 16 de dezembro de 2013 |
| 14 | "Suspicious Minds"       | "Mentes Suspeitas"             | -                  | -                                | -                             | 6 de janeiro de 2014   |
| 15 | "Endgame"                | "Fim do jogo"                  | -                  | -                                | -                             | 6 de janeiro de 2014   |

### Transmissões Internacionais
Hostages será transmitido no Reino Unido pelo Channel 4, na Austrália por Nine Network, no Canadá na CTV, na América Latina pela Warner Channel e na África do Sul pelo M-Net.

## Sobre a Produção
A primeira temporada tem 15 episódios encomendados. Mas, de acordo com os próprios produtores, a série tem fôlego pra alcançar mais de duas temporadas, já que no fundo o que importa não é se o presidente será morto ou não, mas como os acontecimentos se desenrolarão e como os personagens se desenvolverão. 
Entretanto, em 10 de maio de 2014, a CBS anunciou o cancelamente da série, após uma única temporada.

### Inspiração em 24 Horas
A doutora Ellen Sanders tem 15 dias, ou melhor, os quinze episódios da primeira temporada de "Hostages" para matar o presidente dos Estados Unidos. Caso não cumpra a missão, seu marido e seus dois filhos serão mortos pela equipe do agente do FBI Duncan Carlisle, que os mantêm reféns e vigiados 24 horas por dia, sete dias por semana.
Não é coincidência que o roteiro de "Hostages" lembre o de outro grande sucesso da TV americana cujas ações se passavam em tempo real. O diretor e roteirista Jeffrey Nachmanoff conversou com a reportagem do Portal UOL poucos dias antes da estreia nos E.U.A. e explicou por que os produtores do programa resolveram apostar na estrutura consagrada por  "24 Horas".
"Achamos que colocar a ação da série acontecendo em 15 dias pontuaria a urgência dos acontecimentos, como que em tempo real. E claro que todos prestamos atenção ao sucesso de '24 Horas' e pensamos que esta estrutura funcionaria para esta temporada da série, embora não sejamos tão religiosos quanto eles na forma de expressar isso." - Jeffrey Nachmanoff , diretor e roteirista da série.

### Escalação de Collette
Ainda na entrevista para o UOL, Nachmanoff disse que o perfil da personagem foi o que motivou os produtores a escolherem Collette para o papel principal da série, especialmente por sua experiência em "United States of Tara", série na qual interpretava múltiplos personagens.
"Escolhemos a Toni Collette porque ela é uma atriz muito versátil, que já interpretou uma série de papeis. Por isso tanto eu quanto ela imaginamos que seria uma ótima oportunidade de o público vê-la interpretando um papel ao qual ela não está acostumada, como esse papel altamente dramático." - Jeffrey Nachmanoff , diretor e roteirista da série.

## Recepção da Crítica
David Hinckley do "The New York Daily News" deu ao show 4 de 5 estrelas. Robert Bianco do "EUA Today" concedeu 3 de 4 estrelas.
Patrícia Kogut, de "O Globo", disse que a série um tem bom elenco e uma trama bobinha. "A inércia — tanto quanto a paixão — pode levar o espectador a seguir uma série. A recente estreia do Warner, "Hostages", entra nessa categoria. Você começa a assistir, vai acompanhando, 'dando uma chance', e, quando vê, viciou. Se serve de consolo, o programa vai melhorando a cada episódio. "Hostages" tem essa intenção 'séria' de provocar uma reflexão sobre limites morais de qualquer um na hora de um impasse. Mas é sobretudo diversão."
Paloma Guedes, do Spoiler Yahoo, disse que a série estreou com "tensão e clichês". Toni Collette interpreta a protagonista, e ela é "daquelas atrizes bacanas que sempre desperta um interesse em quem conhece seu trabalho para dar uma conferida no que ela anda fazendo. O problema principal do seriado (além dos muitos clichês de policiais insubordinados e famílias problemáticas) é o outro protagonista, Dylan McDermott. A canastrice do ator chega a doer pela péssima interpretação limitada e falta de expressão facial."
Disse ainda, no mesmo artigo, que os "bandidos" precisam de aspas, isso devido "a dualidade dos personagens que, desde o princípio, não se sabe se são bons ou ruins e quais as suas motivações para atos extremos. Mas "Hostages" é aquele tipo de seriado divertido de acompanhar, que não será nenhuma grande obra prima da TV, mas que garante um bom entretenimento para momentos de distração."
Maísa França, do "Teleséries UOL", disse que "Hostages" é muito mais que uma série sobre uma família feita refém de um agente do FBI envolvido em uma conspiração: "Os vídeos promocionais liberados mostravam o básico da série [...]. Mas "Hostages" é uma série sobre os personagens que são reféns de si mesmos, de suas atitudes e escolhas. Salvar a vida do presidente do país mais poderoso do mundo ou salvar a vida de sua família? Essa é a decisão que Ellen se vê obrigada a fazer quando tem sua casa tomada pelos sequestradores."
"Sua casa está tomada por câmeras escondidas e sua família está sendo observada há muito mais tempo que ela imagina. Tudo isso indica que há muita coisa por trás da “simples” ação de matar o presidente dos Estados Unidos. Conforme o piloto avança, as perguntas aumentam e surgem diversos ganchos para os episódios seguintes."
"Em relação ao formato da série, se enganou quem pensou que a atração se passaria num curto espaço de tempo – entre o sequestro e a cirurgia do presidente. Pelo contrário. Justamente pelo fato de não se tratar apenas da conspiração contra o presidente é que a série se passará num espaço um pouco maior. Nesse meio-tempo, vamos poder acompanhar mais a fundo os segredos de todos os personagens, desde os sequestradores e os mandantes do sequestro, até os membros da família da médica. Sobre os personagens, eles têm igual destaque no piloto deixando o telespectador ainda mais curioso para descobrir qual a verdadeira personalidade que cada um esconde por trás de seus segredos.
Finalizando, Maísa França comentou: ""Hostages" agrada – e muito – e tem tudo para se estabelecer na grade da CBS. Isso se os produtores e roteiristas souberem aproveitar o potencial da série."